# Codex Mutinensis
Der Codex Mutinensis (Gregory-Aland no. Ha oder 014; von Soden α 6) ist eine griechische Handschrift der Apostelgeschichte, die auf das 9. Jahrhundert datiert wird.

## Beschreibung
Dem Codex fehlen Teile (Apg 1,1–5,28; 9,39–10,19; 13,36–14,3; 27,4–28,31). Der Text steht in eine Spalte, 30 Zeilen, 36 Buchstaben in eine Zeile. Die Buchstaben nach rechts geneigt mit Spiritus und Akzenten. Sie enthält Prolegomena, Unterschriften, στιχοι, Vorworte zu Paul.
Der griechische Text des Codex Mutinensis repräsentiert den byzantinischen Texttyp. Der Text des Codex wird der Kategorie V zugeordnet.
Die Handschrift wurde durch Tischendorf (1843) und Tregelles (1846) kollationiert.
Der Codex Mutinensis besteht aus 43 beschriebenen Blättern (33 × 23 cm) und wird in der Biblioteca Estense (Gr. 196) in Modena aufbewahrt.